# صحيفة همام بن منبه
صحيفة همام بن منبه، هي واحدة من أقدم صحف الحديث التي جمعها العالم الإسلامي همام بن منبه (ولد عام 19 هجريا، توفي عام 101 هجريا/ 719 ميلاديا).

## الكاتب
جامع الصحيفة هو همام بن منبه، ولد عام 19 هجريا في اليمن وتوفي في عام 101 هجري/ 719 ميلادي. تتلمذ على يد العديد من صحابة رسول الله من أمثال الصحابي الجليل أبي هريرة، عبد الله بن الزبير، عبد الله بن عباس، عبد الله بن عمر بن الخطاب ومعاوية بن أبي سفيان.

## الوصف
تعتبر صحيفة همام أقدم كتاب حديث موجود. توجد نسخ عديده للصحيفة في العديد من مكتبات المخطوطات الشرقية. ذكرت الصحيفة بالكامل في مسند أحمد.
بدأ عالم الحديث همام بن منبه كتابتها في القرن الثامن ( الميلادي)  وترجمت في القرن العشرين من قبل الدكتور محمد حميد الله. تم اكتشاف نسختين من صحيفة همام بن منبه، توجد الأولى الآن في مكتبة دمشق والأخرى في مكتبة برلين. نشرهما الدكتور محمد حميد الله بعد مقارنتهما بعناية.
تشمل الصحيفة نحو مائة وأربعين حديثا.

## التنازع
بالرغم من إجماع علماء المسلمين وعدد لا بأس به من مستشرقي الحديث الغربيين أن كاتب الصحيفة هو همام بن منبه، إلا أن المستشرق جي اتش ايه جين بول يؤكد أن كاتبها هو شخص أخر.

## المنشورات
نشرت الصحيفة من قبل العديد من المنظمات ودور النشر حول العالم.

## وصلات خارجية
- صحيفة همام بن منبه.
- مجلس قراءة صحيفة همام بن منبه- يوتيوب.
- أعلام أمه الإسلام- همام بن منبه.
- المكتبة الإسلامية -موقع إسلام ويب